# Tomás Pollán García
Tomás Pollán García (Valdespino de Somoza, León, 1948) es un filósofo español, profesor de Antropología y Filosofía en la Universidad Autónoma de Madrid. 

## Biografía
Licenciado en Filosofía por la Universidad de Comillas (Santander-Madrid) 1965-68 (summa cum laude) y por la Universidad Complutense de Madrid (1968-70). Su memoria de licenciatura en la Universidad Complutense fue dirigida por Sergio Rábade Romeo y tuvo por tema "Alienación y fetichismo en la obra madura de Karl Marx", (matrícula de honor). Licenciado en Teología por la Universidad Gregoriana de Roma (summa cum laude), su memoria de licenciatura en Teología, bajo la dirección de Karl Rahner, fue sobre "El concepto de kenosis en la Teología de R. Bultmann", (summa cum laude).
Es diplomado en Fondements de recherches anthropologiques por l'École Pratique des Hautes Études de París en 1974. Doctor en filosofía por la Universidad Complutense de Madrid, con una tesis sobre Mito, lenguaje y escritura bajo la dirección también de Sergio Rábade (summa cum laude por unanimidad). Fue profesor contratado en el Dep. de Filosofía de la UAM entre 1974-1976, profesor adjunto entre 1976-1977, profesor asociado entre 1977-1987, y, finalmente, profesor titular de dicho Dep. desde 1987 hasta 2017.
Desde fines de los años setenta enseñaba en la Facultad de Zorroaga con Félix de Azúa, Víctor Gómez Pin, Javier Echeverría o Fernando Savater entre otros. En 2004 comisarió la exposición sobre su amigo Rafael Sánchez Ferlosio. Se ha consagrado a la antropología cultural y se muestra bastante remiso a publicar lo que escribe; es un habitual conferenciante y crítico de las figuras de la filosofía actual. En 1982 fue procesado por haberse opuesto a la instalación de un campo de tiro en la Maragatería, sobre lo cual publicó cinco artículos en el periódico El Faro Astorgano.

## Obras
- Mito y escritura, 1987, tesis inédita.
- Con François Secret e Ignacio Gómez de Liaño, La kabbala cristiana del Renacimiento, Madrid: Taurus Ediciones, 1979.
- Edición y trad. de Fidegriso de Tours, La nada y las tinieblas, Segovia: La Uña Rota, 2012.
- Mentalidad sacrificial y victimismo, conferencia en la UNAM, 2011.
- Identidad y pureza: sobre monstruos e híbridos, conferencia en la UNAM, 2011.
- El concepto de creencia en la historia del cristianismo, conferencia en la UNAM, 2011
- El Antiguo Régimen gramatical y la posibilidad de una nueva escritura en el pensamiento de Nietzsche, México: UNAM, Facultad de Filosofía y Letras, 2003.
- "Un libro que redime a Amor Ruibal para la filosofía española", en Grial v. 5 núm. 16, 223-230